# Famille Anselmi
Pour les articles homonymes, voir Anselmi.
 (juillet 2024).
La famille Anselmi est une ancienne famille de souche lombarde, avec titre de chevalier impérial à partir de 802 avec juridiction du fief et du château de Cardano jusqu'au XVe siècle. Au cours des siècles plus tard, la famille est divisée en trois branches principales, celle de la Toscane, de Florence et de Lucca (où des vestiges se trouvent via degli Anselmi, palazzo Anselmi Medici, Torre Fighinelle, Figline) à Parme (Michelangelo di Antonio Anselmi) et à Venise. Inscription au registre de la noblesse de Padoue, présente à Tre Venezie.
La famille patricienne de Venise fut longtemps absente de la Cité des Doges, mais à son retour en 1415, elle fut intégrée dans le Maggior Consiglio pour son mérite pendant la conspiration de Bajamonte Tiepolo.
Elle s'éteignit le 25 novembre 1519 avec le sénateur Giacomo, fils de Bortolo, petit-fils de Zuane.

## Armes

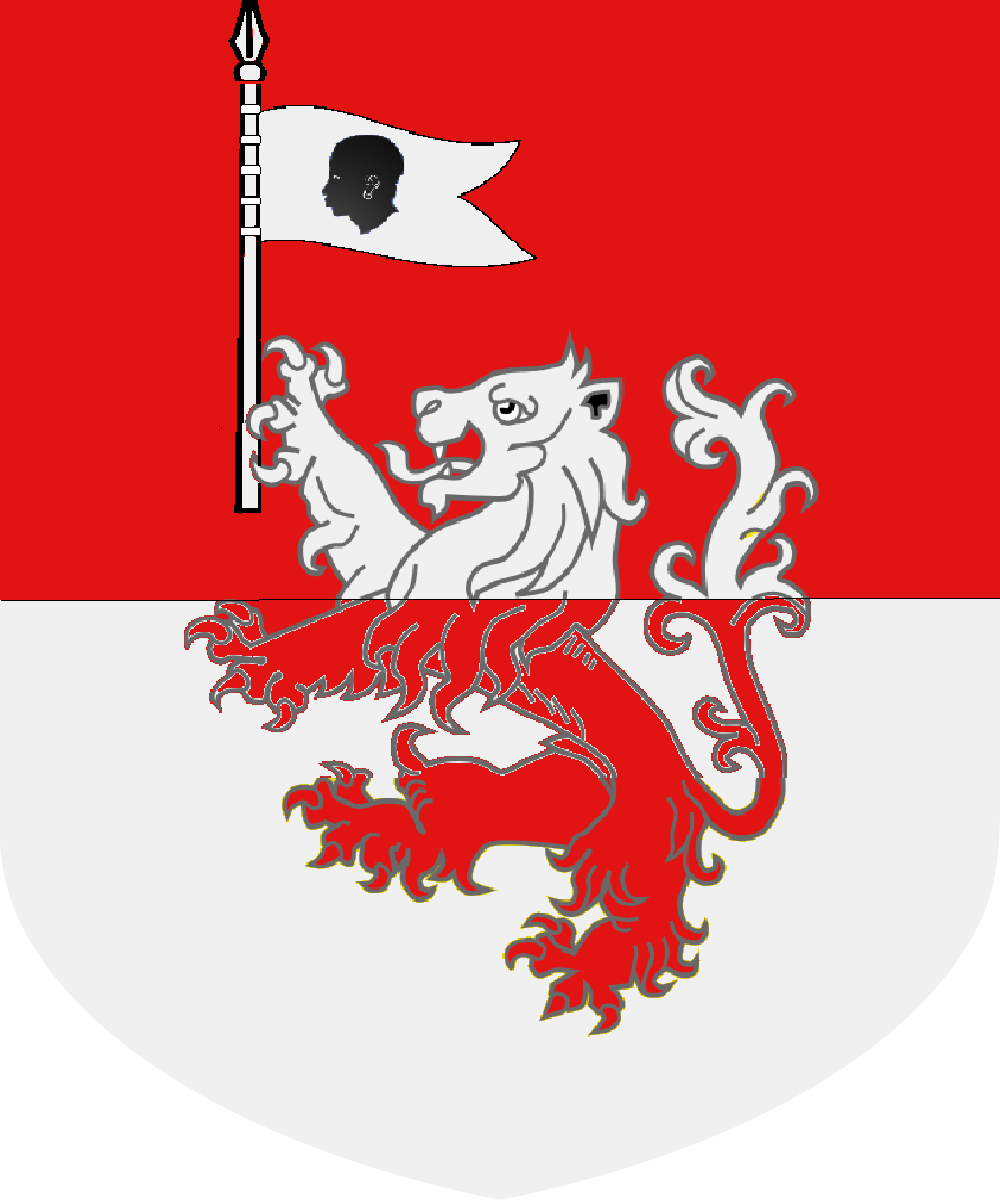
Armes des Anselmi.

Les armes des Anselmi sont coupées de gueules et d'argent au lion de l'un en l'autre.